# Sabia ovalifolia
Sabia ovalifolia är en tvåhjärtbladig växtart som beskrevs av S. Y. Liu. Sabia ovalifolia ingår i släktet Sabia och familjen Sabiaceae. Inga underarter finns listade.